# Karl Julius Alexander Thoenes
Karl Julius Alexander Thoenes, detto Lex (4 aprile 1907 – 25 settembre 1944), è stato un alpinista e ingegnere tedesco.

## Biografia
Karl Julius Alexander (Lex) Thoenes nacque il 4 aprile 1907. Si laureò in ingegneria meccanica presso la Technische Universität München (Università tecnica di Monaco) (1930). Da studente, Thoenes fece parte dell'Akademischen Fliegergruppe München (Club Accademico di volo di Monaco). L'Akaflieg fu un gruppo di studenti interessati alla ricerca e alla costruzione di alianti e velivoli leggeri. Molti membri di questo gruppo divennero poi ingegneri nell'industria aerospaziale tedesca. Thoenes guidò la riprogettazione e la ricostruzione del Münchner Kindl per la gara di alianti del 1927 nella Rhön, dove pilotò il Münchner Kindl e vinse il primo premio nella classe di addestramento. L'anno successivo (1927-1928), Thoenes fu responsabile del successivo aliante, il Kakadu, che pilotò anch'esso durante la gara del 1928. Oltre alle sue attività aeronautiche come studente a Monaco, Thoenes divenne un abile alpinista membro del Club alpino e delle ristrette amicizie di Paul Bauer, e per questo fu scelto da quest'ultimo per la spedizione tedesca del 1929 al Kanchenjunga nel Sikkim, in India e della spedizione alpinistica tedesca al Nanga Parbat del 1938. Dopo la laurea, Thoenes accettò un incarico di tre anni (1930-1933) come direttore tecnico della scuola di alianti Rossitten della Rhön-Rossitten-Gesellschaft (RRG) nella Prussia orientale. I suoi compiti includevano la manutenzione, il servizio di traino di alianti e la costruzione di un aliante da addestramento che chiamò "Alexander der Kleine". Tra l'altro, anche Alexander Lippisch lavorava contemporaneamente alla RRG, ma nello staff del reparto aerodinamica e progettazione. 
Thoenes frequentò una scuola per piloti collaudatori a Berlino (1933) e fu assegnato (1934) al Centro di collaudo di volo del Ministero dell'Aeronautica tedesco a Rechlin, dove rimase, a parte le interruzioni dovute alla guerra, fino alla sua morte avvenuta 25 nel settembre 1944.